# Kiba
Kiba (japonsky 牙-KIBA-) je japonský televizní anime seriál režiséra Hirošiho Kódžina, na jehož produkci se podílelo studio Madhouse a společnost Aniplex. Měl premiéru 5. dubna 2006 na televizní stanici TV Tokyo. Hlavním sponzorem seriálu se stal Upper Deck Japan, společnost vyrábějící sběratelské karty. ADV Films licencovalo seriál v Severní Americe. Byl vysílán od 14. července 2008 do 21. ledna 2009 na službě Toonami Jetstream.
Seriál je na rozdíl od ostatní animované tvorby, která také vychází z karetních her, značně brutální a většina postav je zabita. Režisér Hiroši Kódžina v rozhovoru z března 2006 časopisu Animage řekl, že seriál „rozhodně nebude mít žádné příběhové prvky, kterými by se zalíbil dětem.“ Uvedl také, že Kiba není seriálem, který by ustupoval „lidskému dramatu“ a zaměřoval se výhradně na propagaci karet a na související materiály.

## Příběh
Zed je patnáctiletý chlapec, který žije v alternativním futuristickém světě zvaném „Kámu“. V něm se nachází tolik vysokých budov, že tam nefouká vítr. Zed se rád potuluje po ulicích a chce žít svobodně, ve velkém světě. Na jeho narozeniny mu přítel z dětství, Noa, daruje medailon svobody. Když jde za svou matkou do nemocnice, která je nemocná a nevnímá, řekne jí o medailonu. Ta je vskutku překvapená. Pak se přes záhadnou bránu dostává do úplně jiného a krásnějšího světa zvaného „Tempura“. Jsou tam samé stromy, lesy a je tam čisto; města a budovy vypadají jako ze středověku.
V tomto světě existují lidé, kteří jsou nazýváni Šádo Kjasta (anglicky Shard Caster). Každý z nich má na nějaké části svého těla kruh, ze kterého dokáží vybrat malé kuličky, jež jsou používány nejčastěji na přímý útok na nepřítele. Zed má takové místo na své pravé ruce. Mimo jiné jsou kruhy určeny pro uskladňování bytostí zvaných Spirit. Po jejich vyvolání mohou výrazně pomoci bojovníkovi v souboji a mohou nabývat různých forem, například Zedův první Spirit se jmenuje Amino Gaoul. Pouze však ti nejlepší Šádo Kjasteri mají svůj Spirit.
V seriálu existuje mnoho rozličných světů. Na začátku jsou představeny pouze dva, ale postupem času se odhalují i další.